# Nowomykolajiwka (Kramatorsk)
Nowomykolajiwka (ukrainisch Новомиколаївка; russisch Новониколаевка/Nowonikolajewka) ist eine Siedlung städtischen Typs im Osten der ukrainischen Oblast Donezk mit etwa 100 Einwohnern.
Der Ort liegt etwa 13 Kilometer südwestlich der Stadt Druschkiwka und 75 Kilometer nördlich der Oblasthauptstadt Donezk am Fluss Hruska (Грузька), einem Nebenfluss des Kasennyj Torez, seit 1964 hat er den Status einer Siedlung städtischen Typs.
Am 12. Juni 2020 wurde die Siedlung ein Teil neugegründeten Stadtgemeinde Druschkiwka, bis dahin war sie Teil der Siedlungsratsgemeinde Rajske als Teil der Stadtratsgemeinde von Druschkiwka.
Am 17. Juli 2020 wurde der Ort ein Teil des Rajons Kramatorsk.